# King&Rogueone
King&Rogueone（キンガンローガン）は寺島拓篤扮するKingと鈴村健一扮するRogueの2人で結成された音楽ユニット。

## 経歴
2018年12月23日『Original Entertainment Paradise -おれパラ- 2018 〜We'lluminate☆PARTY〜』両国公演のシークレットゲストとして登場し、2曲披露した。
2019年1月6日『鈴村健一 LIVE 2019 "WARAUTA"』にシークレットゲストとして登場し2曲披露した。
2019年4月3日Lantisレーベルより1stシングル「King&Rogueone」でデビュー。
2020年12月20日『Original Entertainment Paradise -おれパラ- 2020 Be with〜ORE!!PLAYLIST〜』にシークレットゲストとして登場し、「King&Rogueone」を披露した。

## エピソード
- 『おれパラ2018』にて登場した際、あくまでも寺島拓篤と鈴村健一は作詞作曲を担当した別人物として本人たちは話をするも同日更新されたLantis公式ページ[1]にて同一人物であると明かされてしまう。
- 『 鈴村健一 LIVE 2019 "WARAUTA"』の本編にてKing&Rogueoneがパフォーマンスした後のトークにて鈴村健一は「え！？来てたの！？見たかった〜」と話しており、ライブアンコールにトークゲストとして寺島拓篤も登場している。
- 後に鈴村健一はラジオ番組にて「作詞をさせていただいたが、なぜか彼らのロゴに僕の名前もあるんですよね」と話しており別人説を強く推している。

## ディスコグラフィ

### シングル
|            | 発売日       | タイトル      | 規格品番   | 規格品番   | オリコン 最高位 |
| 初回限定盤 | 発売日       | タイトル      | 通常盤     |            | オリコン 最高位 |
| ---------- | ------------ | ------------- | ---------- | ---------- | --------------- |
| 1st        | 2019年4月3日 | King&Rogueone | LACM-34839 | LACM-14839 | 16位            |